# 1902 en littérature
| Années de la littérature : 1899 - 1900 - 1901 - 1902 - 1903 - 1904 - 1905    |
| Décennies de la littérature : 1870 - 1880 - 1890 - 1900 - 1910 - 1920 - 1930 |

Cet article présente les faits marquants de l'année 1902 en littérature.

## Événements
- Démission de Tchekhov et de Korolenko de l’Académie des sciences de Russie pour protester contre l’exclusion de Gorki.
- Fondation de la Société des poètes français par José-Maria de Heredia, Sully Prudhomme, Léon Dierx et Alcanter de Brahm, à l'occasion du centenaire de la naissance de Victor Hugo. Auguste Dorchain en devient le premier président.

## Essais
- Léon Bloy, L’Exégèse des lieux communs, Mercure de France.
- Malapert, Le caractère, éd. O. Doin, Paris
- Louis Barot, Guide de l’Européen dans l’Afrique occidentale, éd. E. Flammarion.
- Alfred Loisy, L’Évangile et l’Église, A. Picard & Fils.
- Friedrich Ratzel (géographe allemand), La terre et la vie (Die Erde und das Leben).
- John Atkinson Hobson, Imperialism, a Study, James Pott & Co.
- Gorki, Problèmes de l’idéalisme (recueil).
- Pierre de Ségur, Le Maréchal de Luxembourg et le prince d'Orange, 1668-1678

## Poésie
- 15 mars : L’Hérésiarque, d’Apollinaire.
- Testament poétique, le Problème des causes finales de Sully Prudhomme.
- À Victor Hugo. Vox Sæculi de Maurice Renard.

## Romans
- Mai : André Gide, L'Immoraliste
- Alfred Jarry, Le Surmâle
- L'écrivain britannique Arthur Conan Doyle écrit Le Chien des Baskerville (cycle des Sherlock Holmes).
- Anne des cinq villes, roman d’Arnold Bennett.
- Les Fleurs de l’enfer de Kafū Nagai (Japon).
- Dans son roman utopique « Terre ancienne, terre nouvelle » (en allemand, Altneuland ; en hébreu, Tel Aviv) écrit en 1902, Theodor Herzl, évoque la vie en 1923 dans ce qui serait un État pour les Juifs, et décrit le sionisme comme « un poste avancé de la civilisation, un rempart de l'Europe contre l'Asie, s'opposant à la barbarie ».
- Parution des Frères Kip de Jules Verne en feuilleton dans le Magasin d'Éducation et de Récréation du 1er janvier au 15 décembre 1902.
- René Boylesve : La Leçon d'amour dans un parc.

## Théâtre
- 26 mars : Les Petits Bourgeois, pièce de Gorki, est jouée à Moscou.
- Les Bas-fonds de Gorki.
- Le 14 juillet de Romain Rolland

## Récompenses
- 10 décembre : L’historien Theodor Mommsen, prix Nobel de littérature.

## Principales naissances
- 27 février : John Steinbeck, écrivain américain († 20 décembre 1968).
- 22 mars : Gabit Musirepov, écrivain Kazakh († 31 décembre 1985).
- 8 septembre : Vũ Ngọc Phan, écrivain et critique littéraire vietnamien († 1987).
- 16 décembre : Rafael Alberti, poète et dramaturge espagnol († 28 octobre 1999).

## Principaux décès
- 30 avril  : Xavier de Montépin, écrivain français à l'âge de 79 ans.
- 29 septembre : Émile Zola, écrivain français, 62 ans.
- 31 octobre : Cornélie Huygens, autrice néerlandaise et féministe